# Ignacio Contardi
Pas d'image ? Cliquez ici

a Compétitions nationales et continentales officielles uniquement.

b Matchs officiels uniquement.
Dernière mise à jour le 15/02/2021.
Ignacio Contardi, né le 8 mars 1991, est un joueur argentino-espagnol de rugby à XV qui peut jouer aux postes de centre, ailier et arrière. 

## Biographie
Natif de Mar del Plata, Ignacio Contardi quitte sa région formatrice pour rejoindre en 2009 le club de Banco Nación, qui évolue dans la prestigieuse URBA. Après plusieurs saisons au sein du club, il part en 2013 en Espagne. Il rejoint l'Independiente RC basé à Santander, grâce notamment aux contacts de sa sœur, joueuse de hockey sur gazon à Santander.
Peu après son arrivée en Espagne, ce binational est contacté par la fédération espagnole pour représenter la sélection nationale lors d'une tournée en Amérique du Sud. Il y rencontre alors le Chili et l'Uruguay, avant de participer quelques mois plus tard à deux tournois en World Rugby Sevens Series.
Après une saison en Espagne, il rejoint l'AS Mâcon en Fédérale 1. Il reste deux saisons à Mâcon, avant de rejoindre Niort en 2016, qui évolue alors en Fédérale 2. Avec le club niortais, il obtient la promotion en Fédérale 1. Il s'y fait notamment remarquer en inscrivant un triplé face au RC Bassin d'Arcachon.
Après quatre saisons en France, il retourne en Espagne, au sein de son ancien club, l'Independiente RC. Il passe deux saisons à l'Independiente, avant de rejoindre l'UE Santboiana en 2020.

## Carrière

### En club
- 2009-2013 :   Banco Nación
- 2013-2014 :  Independiente RC
- 2014-2016 :  AS Mâcon
- 2016-2018 :  Stade niortais
- 2018-2020 :  Independiente RC
- 2020-2023 :  UE Santboiana

## Statistiques

### En sélection
| Année | Compétition       | Matchs | Points | Essais | Transf. | Drops | Pénal. |
| ----- | ----------------- | ------ | ------ | ------ | ------- | ----- | ------ |
| 2013  | Test              | 3      | -      | -      | -       | -     | -      |
| 2014  | CEN D1A           | 2      | -      | -      | -       | -     | -      |
| 2015  | Coupe des Nations | 3      | 5      | 1      | -       | -     | -      |
| 2015  | Test              | 1      | 5      | 1      | -       | -     | -      |
| 2016  | CEN D1A           | 4      | 10     | 2      | -       | -     | -      |
| 2016  | Coupe des Nations | 3      | -      | -      | -       | -     | -      |
| 2016  | Test              | 2      | 5      | 1      | -       | -     | -      |
| 2017  | Coupe des Nations | 3      | 5      | 1      | -       | -     | -      |
| 2017  | Test              | 2      | 5      | 1      | -       | -     | -      |
| 2018  | REC               | 4      | 5      | 1      | -       | -     | -      |
| 2018  | Test              | 2      | -      | -      | -       | -     | -      |
| 2019  | Tests matchs      | 4      | -      | -      | -       | -     | -      |
| 2020  | REC               | 3      | -      | -      | -       | -     | -      |
| 2020  | Tests matchs      | 2      | -      | -      | -       | -     | -      |
| Total | Total             | 38     | 40     | 8      | -       | -     | -      |

| Essai | Adversaire   | Lieu                                  | Compétition       | Date             | Résultat | Score |
| ----- | ------------ | ------------------------------------- | ----------------- | ---------------- | -------- | ----- |
| 1     | Namibie      | Stade Arcul de Triumf, Bucarest       | Coupe des Nations | 21 juin 2015     | Victoire | 20-3  |
| 1     | Chili        | Campos del Malecón, Torrelavega       | Test              | 21 novembre 2015 | Victoire | 54-10 |
| 1     | Russie       | Stade central de Sotchi (en), Sotchi  | CEN D1A           | 6 février 2016   | Défaite  | 22-20 |
| 1     | Portugal     | Stade national complutense, Madrid    | CEN D1A           | 12 mars 2016     | Victoire | 39-7  |
| 1     | Uruguay      | Estadio Ciudad de Málaga (es), Malaga | Test              | 19 novembre 2016 | Victoire | 33-16 |
| 1     | Argentine XV | Stade Charrúa, Montevideo             | Coupe des Nations | 14 juin 2017     | Défaite  | 37-5  |
| 1     | Canada       | Stade national complutense, Madrid    | Test              | 18 novembre 2017 | Défaite  | 27-37 |
| 1     | Allemagne    | Stade national complutense, Madrid    | REC               | 11 mars 2018     | Victoire | 84-10 |